# Eugeniusz Brodalka
Eugeniusz Brodalka  (ur. 5 września 1935 w Czekarzewicach) – pułkownik pilot Sił Zbrojnych Polskiej Rzeczypospolitej Ludowej.

## Życiorys
26 października 1953 roku podjął służbę wojskową w Oficerskiej Szkole Lotniczej nr 5, którą ukończył 29 czerwca 1957 roku. Po ukończeniu szkoły został skierowany do 62 Pułku Lotnictwa Myśliwskiego w Poznaniu-Krzesinach, gdzie służbę zawodową pełnił na stanowisku pilota i starszego pilota. Jednocześnie uzupełniał wykształcenie i zdał maturę. 
11 listopada 1959 roku został skierowany do 45 Pułku Lotnictwa Myśliwskiego w Babimoście, gdzie pełnił służbę na stanowiskach pilota, starszego pilota i dowódcy klucza, od 16 maja 1964 zastępcy dowódcy eskadry ds. liniowych. Następnie został skierowany do Modlina, gdzie od 10 czerwca 1965 roku do 10 czerwca 1966 odbył kurs doskonalenia oficerów. Powrócił do 45 pułku (przemianowanego na pułk lotnictwa myśliwsko-szturmowego), gdzie 10 czerwca 1966 został dowódcą eskadry. 25 września 1971 rozpoczął studia w Akademii Sztabu Generalnego w Rembertowie, które ukończył 25 lipca 1974. Następnie objął stanowisko zastępcy dowódcy 45 plm-s. ds. liniowych, a 26 maja 1976 został dowódcą pułku, którym dowodził do 30 grudnia 1978 roku. 2 stycznia 1979 roku został wyznaczony na stanowisko szefa sztabu 2 Dywizji Lotnictwa Myśliwsko-Bombowego w Pile, następnie został szefem Zarządu Szkolenia Lotniczego w Dowództwie Wojsk Lotniczych. 
1 czerwca 1991 roku przeszedł na emeryturę. Podczas zawodowej służby wojskowej był pilotem pierwszej klasy, o nalocie ogólnym 2500 godzin. Pułkownik pilot Eugeniusz Brodalka zamieszkuje w Wolsztynie.

## Ordery i odznaczenia
- Krzyż Oficerski Orderu Odrodzenia Polski (1985)[3]
- Krzyż Kawalerski Orderu Odrodzenia Polski (1976)[3]
- Srebrny Krzyż Zasługi (1969)[3]
- „Zasłużony Pilot Wojskowy”[3].